# Assonet
Assonet est l'un des deux villages situés dans les limites de la ville de Freetown, elle-même située dans le comté de Bristol (dépendant du commonwealth du Massachusetts aux États-Unis).

## Démographie
Lors du recensement de 1990, sa population était 3 614 personnes. Lors du recensement de 2000, sa population était 4 084 personnes.